# Lindenspinnmilbe
Die Lindenspinnmilbe (Eotetranychus tiliarium) gehört zur Familie der Spinnmilben (Tetranychidae). Diese Milben sind zwar nur Bruchteile eines Millimeters groß, aber wegen ihrer auffälligen Färbung und den Netzen, die sie spinnen, leicht zu identifizieren.

## Aussehen
Einzelne Lindenspinnmilben sind mit bloßem Auge kaum zu erkennen. Lupen mit zehn- bis zwanzigfacher Vergrößerung reichen aber aus, um die Tiere gut zu sehen. Die Lindenspinnmilbe ist im Frühling gelblich, im Sommer jedoch orange und hat rote Augen.

## Verhalten
Die Weibchen überwintern als Imago an geschützten Stellen wie etwa in Rindenrissen. Vor allem warme und trockene Jahre scheinen eine Massenvermehrung der Lindenspinnmilbe zu fördern.

## Schadbild
Die Lindenspinnmilbe befällt vor allem Linden. Befallene Bäume zeigen oft schon im Mai oder Juni gelbbraunes, schmutzig verfärbtes Laub, das auch schon bald zu fallen beginnt. Ist der Befall sehr stark, können die Bäume schon im Juli völlig entlaubt sein. Die Winter-Linde (Tilia cordata) wird stärker befallen als andere Lindenarten in Mitteleuropa. Befallene Bäume sind zwar geschwächt und deshalb für andere Krankheiten anfällig, sterben aber wegen eines Befalls durch die Lindenspinnmilbe normalerweise nicht ab, sondern erholen sich in Jahren mit geringem oder vernachlässigbarem Befall wieder.
Besonders Linden an Straßenrändern und in Städten sind anfällig für die Lindenspinnmilbe. Sie zeigen oft Massenbefall und die Blätter sind mit dicht gesponnenen Netzen überzogen. Die Massenvermehrung scheint einerseits durch den erhöhten Nährstoff- und Salzgehalt der Pflanzensäfte von Bäumen entlang der Straßen sowie durch die erhöhten Temperaturen im städtischen Raum begünstigt, anderseits von der Zusammensetzung der Raubmilbenpopulationen in diesem Habitat abhängig zu sein. Weniger effektive Räuber aus der Familie Phytoseiidae ersetzen im städtischen Bereich Paraseiulus soleiger der durch seine kurze Entwicklungszeit und hohe Vermehrungsrate in naturnahen Gebieten den Massenbefall von Bäumen durch die Lindenspinnmilbe in Grenzen halten kann. Linden, die in dichtem Unterbewuchs stehen, scheinen wesentlich weniger anfällig zu sein.